# Fudai daimyō

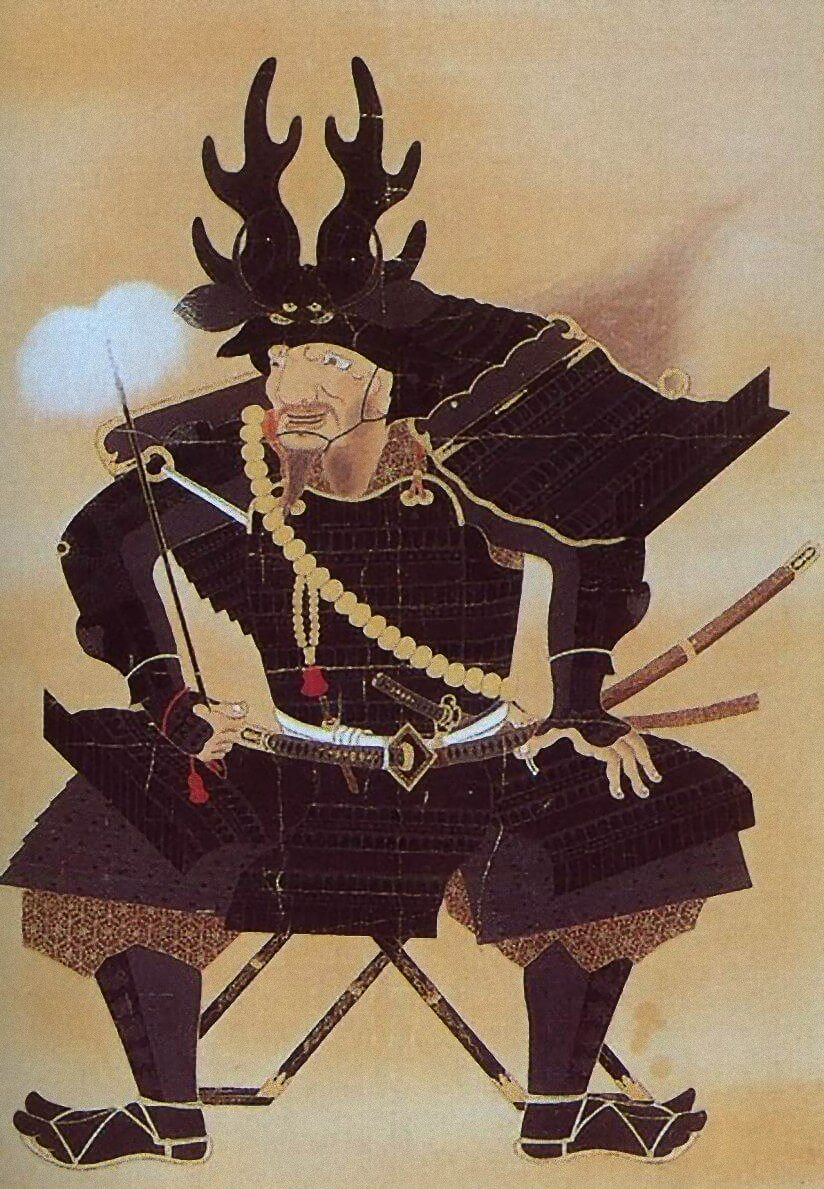
Honda Tadakatsu, fudai daimyō nổi tiếng thời kỳ tiền Edo

Fudai daimyō (譜代大名 (Phổ đại Đại danh)) là hạng của daimyō là chư thần kế thừa của Mạc phủ Tokugawa trong thời kỳ Edo. Fudai chủ yếu là tầng lớp thân thuộc với chính quyền Tokugawa.

## Lịch sử